# Лаудон (Тенеси)
Лаудон (енгл. Loudon) град је у америчкој савезној држави Тенеси.

## Демографија
По попису из 2010. године број становника је 5.381, што је 905 (20,2%) становника више него 2000. године.
| Група             | 2000.         | 2010.         |
| Белци             | 4.119 (92,0%) | 4.217 (78,4%) |
| Афроамериканци    | 144 (3,2%)    | 158 (2,9%)    |
| Азијати           | 17 (0,4%)     | 63 (1,2%)     |
| Хиспаноамериканци | 145 (3,2%)    | 866 (16,1%)   |
| Укупно            | 4.476         | 5.381         |